# Neopilina rebainsi
Neopilina rebainsi är en blötdjursart som beskrevs av Moskalev, Starobogatov och Filatova 1983. Neopilina rebainsi ingår i släktet Neopilina och familjen Neopilinidae. Inga underarter finns listade i Catalogue of Life.